# Борден (округ)
О́круг Бо́рден (англ. Borden county) — округ штата Техас Соединённых Штатов Америки. На 2010 год в нём проживал 641 человек. По оценке бюро переписи населения США в 2008 году население округа составляло 593 человека. Окружным центром является город Гейл. Округ Борден является одним из 5 «полностью сухих» округов Техаса, то есть округом, где действует «сухой закон».

## История
Округ Борден был сформирован в 1891 году из части округа Бэр. Он был назван в честь Гейла Бордена-младшего (1801—1874), бизнесмена, издателя, топографа и изобретателя сгущенного молока.